# Nothochrysa fulviceps
Espèce
Nothochrysa fulviceps  est une espèce d'insectes de l'ordre des névroptères, de la famille des chrysopidés.

## Description
Le corps mesure de 12 à 15 millimètres, l'envergure des ailes fait entre 37 et 50 millimètres. Il possède une tête de couleur rouge fauve, un thorax parcouru par une bande jaune clair. Les antennes, les nervures longitudinales et transversales sont noires.